# دين كارني
دين كارني (بالإنجليزية: Dean Carney)‏ هو لاعب دوري الرغبي أسترالي، ولد في 1961.